# Leopoldo Méndez
Pour les articles homonymes, voir Mendez.
Leopoldo Méndez (Mexico, 30 juin 1902 - 8 février 1969) est un artiste mexicain, célèbre pour ses gravures illustrant les publications liées à son activité sociale et politique, en vue de soutenir les idéaux de la Révolution mexicaine et de lutter contre le fascisme des années 1930.

## Biographie
Né dans une famille pauvre, il était le plus jeune de huit enfants. Son père était cordonnier et sa mère fille de paysan indien. Sa famille paternelle était politiquement engagée. Son grand-père est mort au cours de l'intervention française au Mexique, et son père luttait contre le régime de Porfirio Díaz à la fin du XIXe et au début du XXe siècle.
Ses deux parents sont morts avant qu'il ait deux ans. Il fut élevé par sa grand-mère et sa tante.
Son intérêt pour le dessin a commencé à l'école primaire. À douze ans, il a publié son premier dessin, un portrait de Venustiano Carranza.
Après le primaire, il entra à l'Académie de San Carlos à Mexico.
Il rejoignit un mouvement artistique mexicain d'avant-garde, le stridentisme, de 1925 à 1927. Il était un admirateur de la révolution mexicaine, et d'Emiliano Zapata. Méndez a rejoint le Parti communiste Mexicain. Des séjours dans les régions rurales du Mexique lui ont fait apprécier l'artisanat et l'art populaire mexicain, dont il devint un collectionneur.
En 1930, il fonda " Lutte prolétarienne intellectuelle " et voyagea aux États-Unis. En 1939, il a reçu une bourse Guggenheim et il a déménagé à New York où il est resté lié à des groupes de travailleurs. Il pensait que les artistes devaient travailler pour le peuple, et sa situation économique est toujours restée modeste.
En 1940, lorsque David Alfaro Siqueiros et son groupe, pro-staliniens, fomentèrent un attentat contre Léon Trotsky, Méndez fut en état d'arrestation, puis finalement libéré.
En 1946, il quitta le Parti communiste mexicain. En 1958, il a soutenu le président Adolfo Lopez Mateos.
Après la Seconde Guerre mondiale, il milita pour la paix dans le monde, et reçut en 1952 le Prix international de la paix du Conseil mondial de la paix à Vienne. En 1953, il s'est rendu en URSS.
Méndez a continué à travailler sur l'art et la politique. En février 1969, alors qu'il préparait un livre sur l'artisanat populaire mexicain, il fut terrassé par une hépatite.

## Carrière artistique

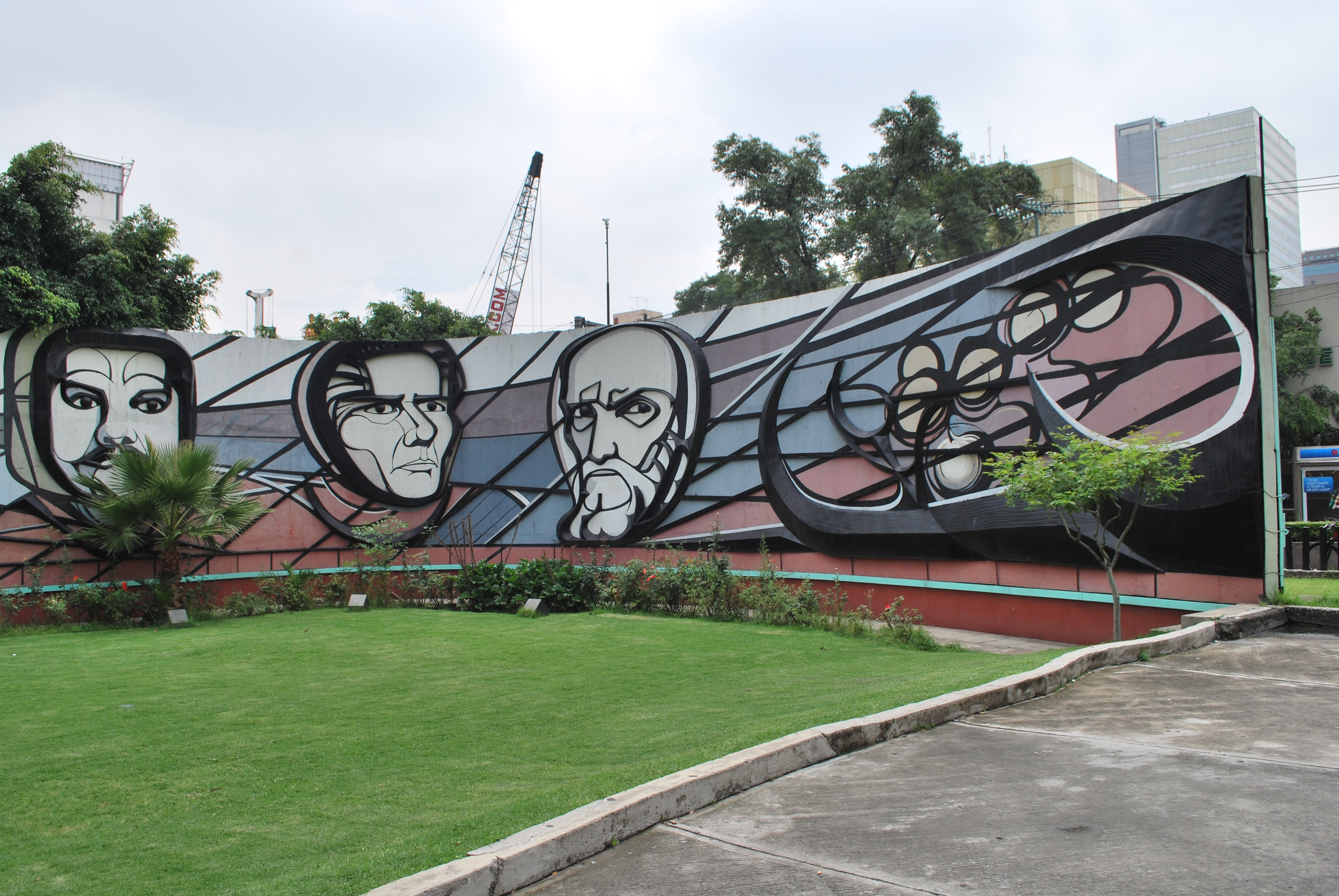
Paroi extérieure du Polyforum culturel Siqueiros (Mexico). Portraits de José Guadalupe Posada, Leopoldo Méndez et Gerardo Murillo

La carrière de Méndez a mêlé étroitement son activisme politique, la peinture, l'éducation artistique et la conception de livre, mais il est particulièrement connu pour son œuvre de graveur, avec la création de plus de 700 gravures au cours sa vie.
Dans les années 1920, deux publications, Irradiador et Horizon, illustrent son rôle dans le mouvement politique et artistique appelé Stridentisme.
En 1929, il commence à enseigner dans les programmes des missions culturelles de l'éducation publique. Étant donné le taux élevé d'analphabétisme, l'utilisation d'images accompagnant le texte a été considérée comme essentielle.
En 1942, il publie Au nom du Christ, une série de sept lithographies sur la barbarie et les assassinats d'enseignants ruraux pendant la guerre des Cristeros.
Sa première œuvre majeure est créée en tant que membre fondateur de la Ligue des écrivains et artistes révolutionnaires(LEAR), en 1933. Le groupe publie son propre magazine, Tête à tête. Durant cette période, le travail de Méndez est militant. Il estime que la seule forme valable d'art doit promouvoir les intérêts de la classe ouvrière. C'est l'époque de Lázaro Cárdenas.
En 1937 Méndez abandonne la LEAR, déçu par le manque d'activité du groupe. Cette même année, il rejoint L'Atelier de Graphisme populaire. L'effort collectif porte sur la production de peintures et de gravures à visée d'exemplarité. Au cours de la Seconde Guerre mondiale, l'accent est mis sur la propagande contre Adolf Hitler et ses alliés. Mendez collabore avec les syndicats et les galeries d'art.
La première grande exposition de Leopoldo Méndez a lieu en 1930, quand il se rend à Los Angeles. En 1945, il expose personnellement à l'Art Institute de Chicago, puis en 1946 à l'Institut National des Beaux Arts et des Lettres du Mexique.
Leopoldo Méndez a produit de très nombreuses œuvres dans la seconde moitié des années 1940, vendues à des prix très bas. De nombreux musées et des particuliers, aux États- Unis, au Mexique et en Europe, ont acquis ses créations: différents collectionneurs dont Carlos Monsiváis, l'Institut des Arts Graphiques d'Oaxaca et institutions à Chicago, New York, Prague, Moscou et Varsovie, principalement dans les musées d'art graphique.
Méndez a travaillé sur deux peintures murales remarquables au cours de sa vie. En 1946, il a créé une peinture murale avec Pablo O'Higgins appelée La maternité et l'assistance sociale à la clinique no 1 de l'Institut mexicain de la sécurité sociale. En 1956, une fresque sur une grande échelle, aujourd'hui détruite, a été dédiée à José Guadalupe Posada dans les Ateliers graphiques nationaux.
Son travail graphique politique a diminué après 1950. Cependant, Mendez a commencé à exécuter des gravures pour Cine Mexicano, avec une série pour le film Rio Escondido (1947) d'Emilio Fernández, et puis d'autres comme Pueblerina (1948), Le révolté de Santa Cruz (1949) de Roberto Gavaldón, et Macario(1959) pour lequel il dessine Dieu, la Mort et le Diable.
Entre 1958 et 1959, il participe à la création du Fonds Editorial de la Plastique Mexicaine, qui devient une importante société d'édition d'art mexicain de haute qualité.
Il est membre fondateur de l'Académie des Arts en 1968.
Leopoldo Méndez a reçu le premier prix national de la gravure de Mexico en 1946. En 1962, le Musée national d'art moderne " Carlos Merida ", de Ciudad de Guatemala, a présenté une rétrospective de son œuvre. La même année, il a été honoré à l'Institut National des Beaux Arts de Mexico.
Ses œuvres ont été exposées au Palais des Beaux- Arts de Mexico en 1970, puis en 2003 au Musée National d'Art (MUNAL),.
La reconnaissance posthume l'a élevé au niveau de Diego Rivera et José Clemente Orozco. En 1971, David Alfaro Siqueiros inclut son portrait à leur côté avec Jose Guadalupe Posada et Dr. Atl (Gerardo Murillo) dans le Polyforum Culturel Siqueiros de Mexico.

## Le style de Leopoldo Méndez
Son travail est lié à la réalité politique et sociale du Mexique de la première moitié du XXe siècle. Son travail est classé comme un art réaliste, sur les thèmes de l'oppression de la classe ouvrière, le fascisme et la guerre (guerre civile espagnole, guerre froide, division du monde entre capitalistes et communistes). La plupart de ses travaux sont des histoires du Mexique après la révolution, avec les revendications sociales des ouvriers et des paysans, des scènes urbaines et des paysages>.
Méndez a pu changer le style de ses gravures en fonction des matériaux utilisés et du public visé. Mais il recherche l'effet des couleurs essentielles. On y trouve des références à la Renaissance, à l'Art pré-hispanique, à l'art baroque européen et mexicain, aux courants artistiques européens et mexicains du XIXe siècle et au muralisme mexicain. Généralement porté sur les thèmes profanes et populaires, continuant le travail de José Guadalupe Posada. Alors que la plupart de ses œuvres sont réalistes, il a incorporé des éléments tirés du cubisme, du futurisme italien, du constructivisme russe, de l'expressionnisme allemand et du surréalisme.